# Jack Gilford
Jacob Aaron Gellman (New York, 25 juli 1908 - aldaar, 4 juni 1990) was een Amerikaans acteur.
Hij begon zijn carrière in de jaren 30 door op te treden tijdens amateuravonden. Al snel stond hij met een komische act in nachtclubs, waar hij op satire vermengde met pantomime. Gilford verscheen in talloze televisieseries en films. Zo speelde hij gastrollen in onder meer All in the Family (als de Joodse uitvinder Bernstein, die overleed op de bank van de Bunkers), Taxi, The Love Boat en The Golden Girls.
Gilford werd voor zijn bijrol in het stuk A Funny Thing Happened on the Way to the Forum (1966) genomineerd voor een Tony Award. Ook werd hij eens genomineerd voor een Academy Award, voor Best Mannelijke Bijrol in de film Save the Tiger. Jack Lemmon speelde de hoofdrol in die film en won daarvoor wel een Oscar.
Vanaf 16 april 1949 tot aan zijn dood was hij getrouwd met actrice Madeline Lee Gilford. Ze kregen twee kinderen samen. Gilford en zijn vrouw kwamen in de jaren 50 op de zwarte lijst terecht van senator Joseph McCarthy. De effecten hiervan op zijn tv-carrière waren pas in de jaren 60 uitgewerkt. 
Gilford overleed op 81-jarige leeftijd aan de gevolgen van maagkanker.

## Filmografie
- Hey, Rookie (1944) - Specialty
- Reckless Age (1944) - Joey Bagle
- The Arrow Show Televisieserie - Rol onbekend (Episode 24 maart 1949)
- Actor's Studio Televisieserie - Rol onbekend (Afl., Here Comes Spring, 1949|Screwball, 1950)
- Musical Comedy Time Televisieserie - Rol onbekend (Afl., Hit the Deck, 1950)
- The Billy Rose Show Televisieserie - Rol onbekend (Afl., Julie the Jinx, 1951)
- Main Street to Broadway (1953) - Box Office Clerk (Niet op aftiteling)
- Play of the Week Televisieserie - Bontsche Shveig (Afl., World of Sholom Aleichem, 1959)
- Car 54, Where Are You? Televisieserie - Officer Luther Snitkin (Afl., The Curse of the Snitkins, 1963)
- Cowboy and the Tiger (Televisiefilm, 1963) - Tiger
- The Edge of Night Televisieserie - Custodian (Afl. onbekend, 1963)
- The Defenders Televisieserie - Louis Brandt (Afl., Moment of Truth, 1964)
- Once Upon a Mistress (Televisiefilm, 1964) - Koning Sextimus
- The Defenders Televisieserie - David Marcus (Afl., The Seven-Hundred Year Old Gang: Part 1 & 2, 1964)
- Mr. Broadway Televisieserie - Bunker (Afl., Try to Find a Spy, 1964)
- The Defenders Televisieserie - Willie Drucker (Afl., No-Knock, 1965)
- The Daydreamer (1966) - Papa Andersen
- Mister Buddwing (1966) - Mr. Schwartz
- T.H.E. Cat Televisieserie - Drummer (Afl., Little Arnie from Long Ago, 1966)
- A Funny Thing Happened on the Way to the Forum (1966) - Hysterium
- Enter Laughing (1967) - Mr. Foreman
- Who's Minding the Mint? (1967) - Avery Dugan
- The Incident (1967) - Sam Beckerman
- The Ghost and Mrs Muir Televisieserie - Oom Arnold (Afl., Uncle Arnold the Magnificent, 1968)
- Here's Lucy Televisieserie - Wilbur Harlow (Afl., Lucy Helps Craig Get a Drive's License, 1969)
- Arsenic and Old Lace (Televisiefilm, 1969) - Dr. Jonas Salk
- The Governor & J.J. Televisieserie - Broken Bow (Afl., One Little Indian, 1969)
- Get Smart Televisieserie - Simon the Likeable (Afl., And Baby Makes Four: Part 1 & 2, 1969)
- Catch-22 (1970) - Dr. 'Doc' Daneeka
- They Might Be Giants (1971) - Wilbur Peabody
- Of Thee I Sing (Televisiefilm, 1972) - Alexander Throttlebottom
- Once Upon a Matress (Televisiefilm, 1972) - Koning Sextimus
- Save the Tiger (1973) - Phil Greene
- The David Frost Revue Televisieserie - Rol onbekend (1971-1973)
- Paul Sand in Friends and Lovers Televisieserie - Ben Dreyfuss (Afl. onbekend, 1974-1975)
- Twigs (Televisiefilm, 1975) - Ned
- McMillan & Wife Televisieserie - Howard Liebowitz (Afl., The Deadly Inheritance, 1975)
- Tubby the Tuba (1976) - The Herald (Stem)
- Rhoda Televisieserie - Billy Glass (Afl., The Return of Billy Glass, 1976)
- All in the Family Televisieserie - Bernard Bernstein (Afl., Archie Finds a Friend, 1976)
- Max (1976) - Max
- Harry and Walter Go to New York (1976) - Mischa
- Hickey (Televisiefilm, 1976) - Dr. McCaffrey
- Police Woman Televisieserie - Michael Eglash (Afl., The Trick Book, 1976)
- Seventh Avenue (Mini-serie, 1977) - Finklestein
- The Andros Targets Televisieserie - Rol onbekend (Afl., The Smut Peddler, 1977)
- A Doonesbury Special (1977) - Rol onbekend (Stem)
- Apple Pie Televisieserie - Grandpa Hollyhock (Afl. onbekend, 1978)
- Lou Grant Televisieserie - Fred Horton (Afl., Home, 1979)
- Trapper John, M.D. Televisieserie - Ziegler (Afl., Pilot, 1979)
- The Associates Televisieserie - Julius Barnes (Afl., Is Romance Dead?, 1979)
- Soap Televisieserie - Saul (Episode 3.2 t/m 3.7, 1979)
- Cheaper to Keep Her (1980) - Stanley Bracken
- The Littlest Hobo Televisieserie - Dan Mooney (Afl., The Pied Piper, 1980)
- Wholly Moses! (1980) - Kleermaker
- Goldie and the Boxer Go to Hollywood (Televisiefilm, 1981) - Wally
- The Love Boat Televisieserie - Fingers (Afl., Vick and the Gambler/Love with a Skinny Stranger/That Old Gang of Mine, 1981)
- Caveman (1981) - Gog
- Taxi Televisieserie - Joe Reiger (Afl., Honor Thy Father, 1979|Like Father, Like Son, 1981)
- Alice Televisieserie - Jake (Afl., Mel's Christmas Carol, 1981)
- The Love Boat Televisieserie - Rol onbekend (Afl., The Sam Wavelength/Winning Isn't Everything/A Honeymoon for Horace, 1982)
- Anna to the Infinite Power (1983) - Dr. Henry Jelliff
- Hotel Televisieserie - Max (Afl., Hotel, 1983)
- Hotel (Televisiefilm, 1983) - Max
- Happy (Televisiefilm, 1983) - Bernie Nelson
- Mama's Family Televisieserie - Alvin Thompson (Afl., Aunt Gert Rides Again, 1983)
- The Duck Factory Televisieserie - Brooks Carmichael (Afl. onbekend, 1984)
- Night Court Televisieserie - Marty Ratner (Afl., An Old Flame, 1985)
- Cocoon (1985) - Bernard Lefkowitz
- Hostage Flight (Televisiefilm, 1985) - Mr. Singer
- George Burns Comedy Week Televisieserie - Rol onbekend (Afl., The Funniest Guy in the World, 1985)
- Young Again (Televisiefilm, 1986) - The Angel
- The Ellen Burnstyn Show Televisieserie - Mr. Quigley (Episode 1.4, 1986)
- Hooperman Televisieserie - Max (Afl., I, Witness, 1987)
- Arthur 2: On the Rocks (1988) - Mr. Butterworth
- Tattingers Televisieserie - Shlomo (Afl., Pilot, 1988)
- Cocoon: The Return (1988) - Bernard 'Bernie' Lefkowitz
- thirtysomething Televisieserie - Oude heer (Afl., The Mike Van Dyke Show, 1988)
- Head of the Class Televisieserie - Wesley Winthrop (Afl., Scuttlebutt, 1989)
- B.L. Stryker Televisieserie - Rol onbekend (Afl., Auntie Sue, 1989)
- The Golden Girls Televisieserie - Max Weinstock (Afl., Sophia's Wedding: Part 1 & 2, 1989|The President's Coming! The President's Coming! Part 2, 1990)

- Bibsys: 98013412
- Biblioteca Nacional de España: XX1621573
- Bibliothèque nationale de France: cb14023684c (data)
- Gemeinsame Normdatei: 142160946
- International Standard Name Identifier: 0000 0001 1856 2245
- Library of Congress Control Number: n89643472
- Nationale Bibliotheek van Tsjechië: xx0179876
- Nationale Bibliotheek van Israël: 987007280239505171
- Nederlandse Thesaurus van Auteursnamen: 230367992
- Réseau des bibliothèques de Suisse occidentale: 02-A003296338
- Système universitaire de documentation: 234787236
- Virtual International Authority File: 49421780
- WorldCat: E39PBJbxFvpdXBGJTBWDYtKPQq